# Новая история искусства
«Новая история искусства» — иллюстрированная книжная серия издательства «Азбука-классика», посвященная истории искусства. Авторами книг выступают известные петербургские и московские искусствоведы. Выпускалась с 2000 года, все книги (за исключением 1-й) имеют небольшой формат и мягкую обложку.
Идейным вдохновителем и руководителем этого проекта является Сергей Даниэль — профессор Европейского университета и Института им. Репина, специалист по искусству Нового времени. Все выпуски томов предваряет его краткое предисловие, где раскрывается концептуальный замысел серии — «относительная свобода авторской интерпретации художественных явлений и событий — в противоположность нивелирующим тенденциям, еще недавно определявшим характер изданий такого рода».
Предыдущая аналогичная серия на русском языке («Малая история искусств») выпускалась в 1970-х годах; и по сравнению с подобными изданиями советского периода эта серия говорит о «желании отечественных искусствоведов сбросить узы идеологической цензуры».
На настоящий момент в серии не хватает, в частности, томов, посвященных искусству Древнего Рима, зрелого и позднего Средневековья, а также искусству Востока и послемонгольской Руси с Россией.

## Книги в серии
1. Владимир Семенов. Первобытное искусство. Каменный век. Бронзовый век, 2008. ISBN 978-5-91181-903-3
2. Андрей Пунин. Искусство Древнего Египта. Раннее царство. Древнее царство, 2008. ISBN 978-5-352-02236-8
3. Андрей Пунин. Искусство Древнего Египта. Среднее царство. Новое царство, 2010. ISBN 978-5-389-01042-0
4. Людмила Акимова. Искусство Древней Греции: Геометрика, архаика, 2007. ISBN 978-5-352-02068-5
5. Людмила Акимова. Искусство Древней Греции. Классика, 2007. ISBN 978-5-352-02067-8
6. Галина Колпакова. Искусство Византии. Ранний и средний периоды, 2005. ISBN 5-352-00485-6
7. Галина Колпакова. Искусство Византии. Поздний период, 2004. ISBN 5-352-00967-X. 2010, ISBN 978-5-9985-0448-8
8. Галина Колпакова. Искусство Древней Руси. Домонгольский период, 2007. ISBN 978-5-352-02088-3
9. Цецилия  Нессельштраус. Искусство раннего Средневековья, 2000. ISBN 5-267-00300-X (единственный из томов, выпущенный в твердой обложке)
10. Владимир Лисовский. Архитектура эпохи Возрождения. Италия, 2007. ISBN 978-5-352-02142-2
11. Александр Степанов. Искусство эпохи Возрождения. Италия. XIV—XV века, 2005. ISBN 5-352-00597-6
12. Александр Степанов. Искусство эпохи Возрождения. Италия. XVI век, 2007. ISBN 978-5-352-02083-8
13. Александр Степанов. Искусство эпохи Возрождения. Нидерланды, Германия, Франция, Испания, Англия, 2009. ISBN 978-5-9985-0167-8
14. Александр Якимович. Новое время. Искусство и культура XVII—XVIII веков, 2004. ISBN 5-352-00706-5
15. Сергей Даниэль. Европейский классицизм. Эпоха Пуссена. Эпоха Давида, 2003. ISBN 5-352-00313-2
16. Сергей Даниэль. Рококо. От Ватто до Фрагонара, 2007. ISBN 978-5-352-02074-6
17. Вера Раздольская. Европейское искусство XIX века. Классицизм, романтизм, 2005. 2009, ISBN 5-352-01156-9. ISBN 978-5-9985-0446-4
18. Михаил Герман. Импрессионизм. Основоположники и последователи, 2008. ISBN 978-5-395-00053-8
19. Михаил Герман. Модернизм. Искусство первой половины XX века, 2005. ISBN 5-352-00314-0. 2008, ISBN 978-5-91181-914-9
20. Екатерина Андреева. Постмодернизм. Искусство второй половины XX — начала XXI века, 2007. ISBN 5-352-01984-5